# 엘시 로크

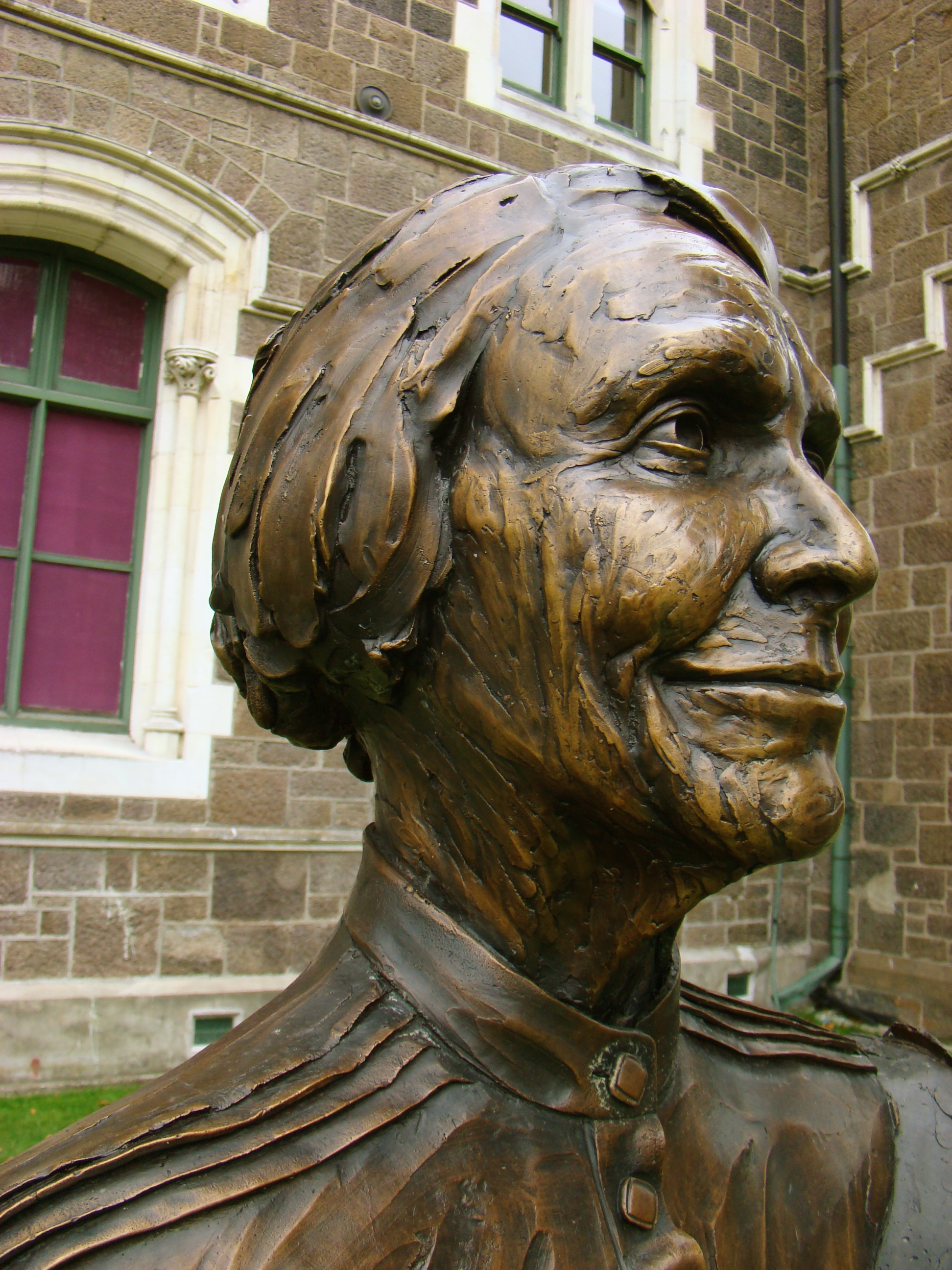
엘시 로크 동상

엘시 바이올렛 로크(Elsie Violet Locke) 또는 엘시 패럴리(Elsie Farrelly)는 뉴질랜드의 작가, 역사학자, 그리고 여성주의과 평화 운동의 주도적인 활동가이다. 남편은 뉴질랜드 공산당의 주요 인물인 잭 로크(Jack Locke)이다.

## 같이 보기
- 뉴질랜드의 역사